# Philippuskirche (Leipzig)

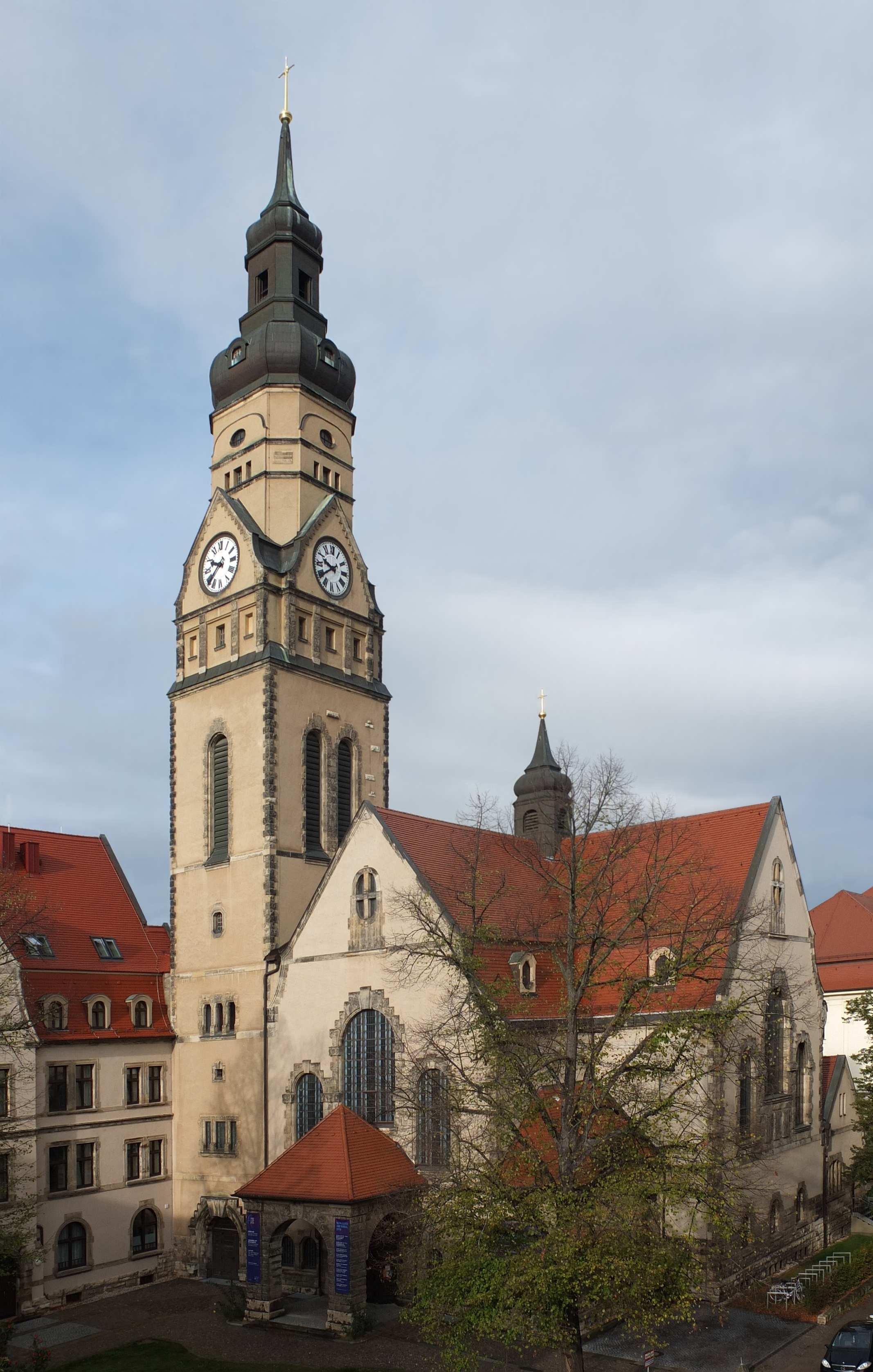
Philippuskirche Leipzig (Foto von 2019)

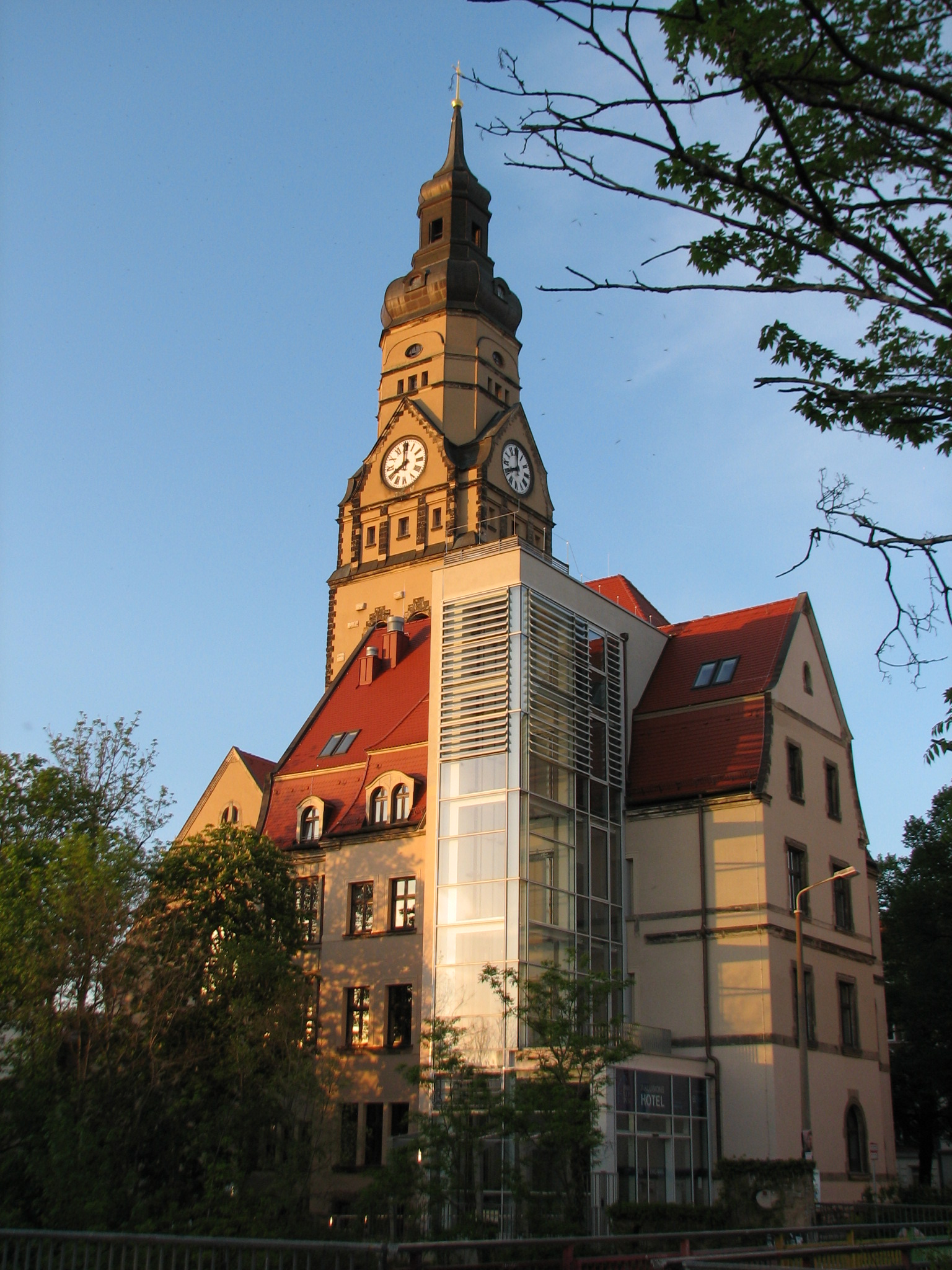
Philippuskirche und das Inklusionshotel mit Aufzuganbau im einstigen Pfarrhaus, Blick aus Richtung Karl-Heine-Kanal, Foto vom April 2019

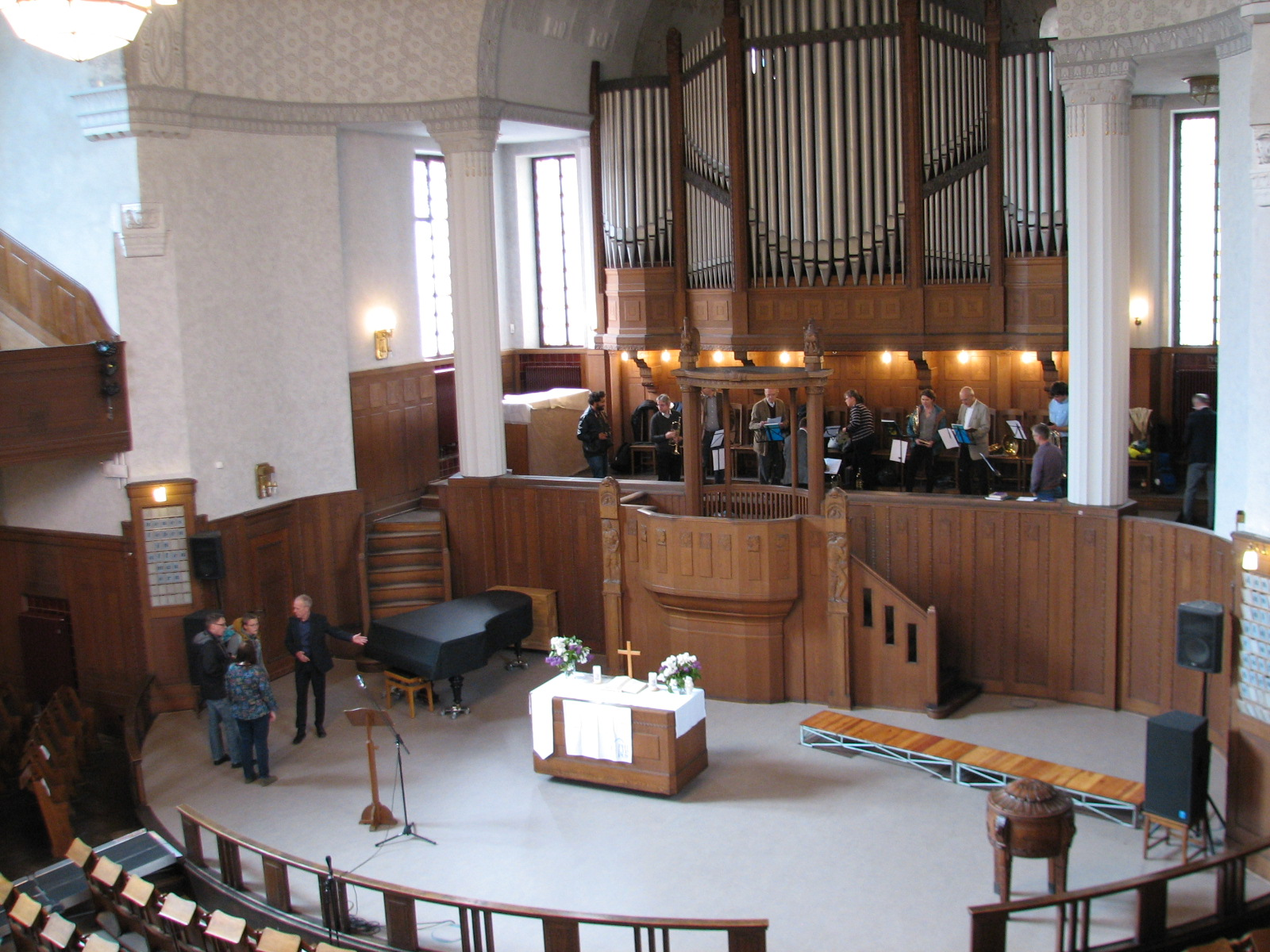
Altar, Kanzel, Sänger-Empore und Orgel – kurz vor der Wiedereröffnung am 3. Mai 2019

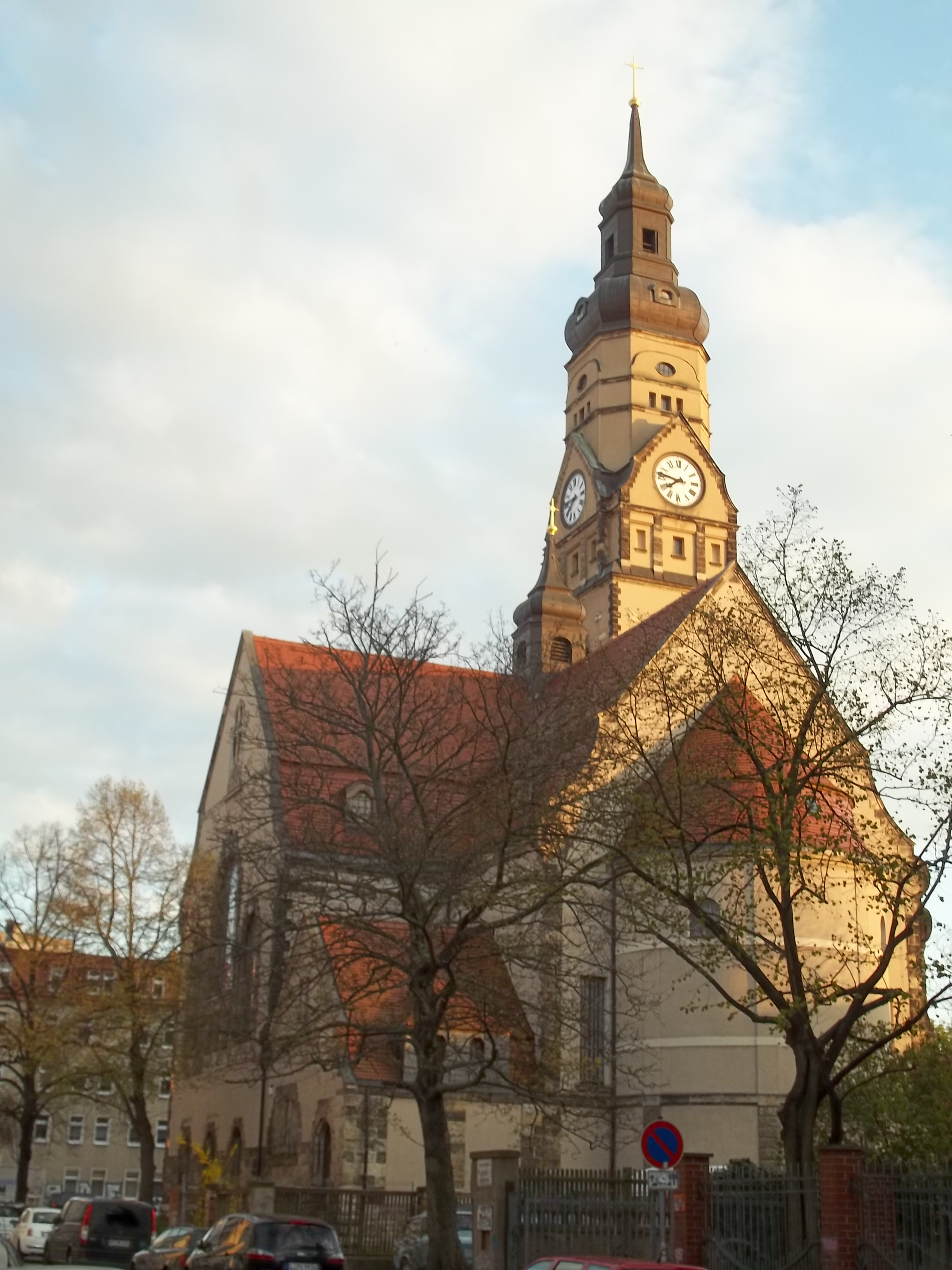
Erbaut nach dem Wiesbadener Programm: Die Philippuskirche in Leipzigs Stadtteil Lindenau

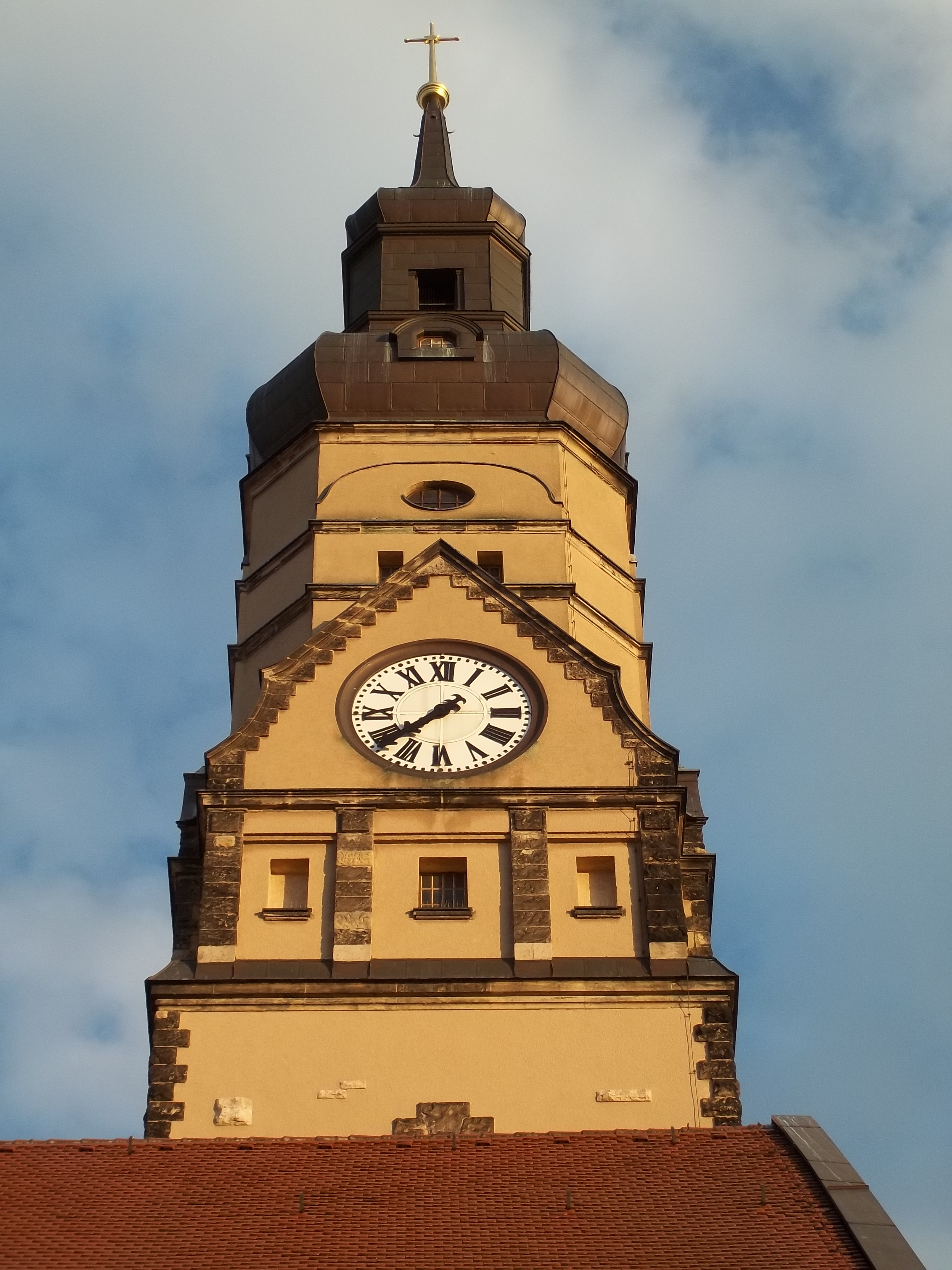
Der Kirchturm, Blick aus Richtung Helmholtzschule (Oberschule)

Die Philippuskirche ist eine evangelisch-lutherische Kirche in Leipzigs westlichem Ortsteil Lindenau. Sie ist seit 2002 – anders als üblich – eine Kirche ohne zugehörige Kirchgemeinde.
Die Kirche wurde nach jahrelangem Leerstand umfassend restauriert und wird jetzt als Musik-, Kultur-, Glaubens- und Veranstaltungsstätte genutzt. Ihre feierliche Wiedereröffnung mit Altbischof Jochen Bohl und etwa 500 Besuchern war am 3. Mai 2019. Zuvor war sie seit 1910 eine evangelisch-lutherische Gemeindekirche.
Das einstige Pfarrhaus direkt an der Kirche wird – komplett saniert und für die neue Nutzung umgebaut – seit Mai 2018 als Inklusionshotel betrieben.
Das lange Zeit ungenutzte Kirchenensemble mit dem seit der Einweihung 1910 nahezu original verbliebenen Jugendstilsaal der Kirche hat die neue Eigentümerin, die BBW-Leipzig-Gruppe, für die Neunutzung umfangreich umgebaut. Die Gesamtkosten betrugen knapp 4,5 Millionen Euro; auch die Kirche wurde umfassend saniert.
Das Bauwerk war eines der ersten von der Evangelisch-Lutherischen Landeskirche Sachsens zur Umnutzung freigegebenen Kirchengebäude; im Jahr 2002 hatte sich die fusionierte Kirchgemeinde für die Heilandskirche in Plagwitz als Gottesdienstort entschieden.

## Architektonische Besonderheit
Die Philippuskirche wurde von 1907 bis 1910 im Jugendstil erbaut, sie ist eine von nur zwei Kirchen in Mitteldeutschland, die nach den Grundsätzen des Wiesbadener Programms erschaffen wurden. Die Kirche und ihr markanter, 62,5 Meter hoher Turm mit reich verzierter neobarocker Haube prägen maßgeblich das Ortsbild.

## Jüngste Geschichte

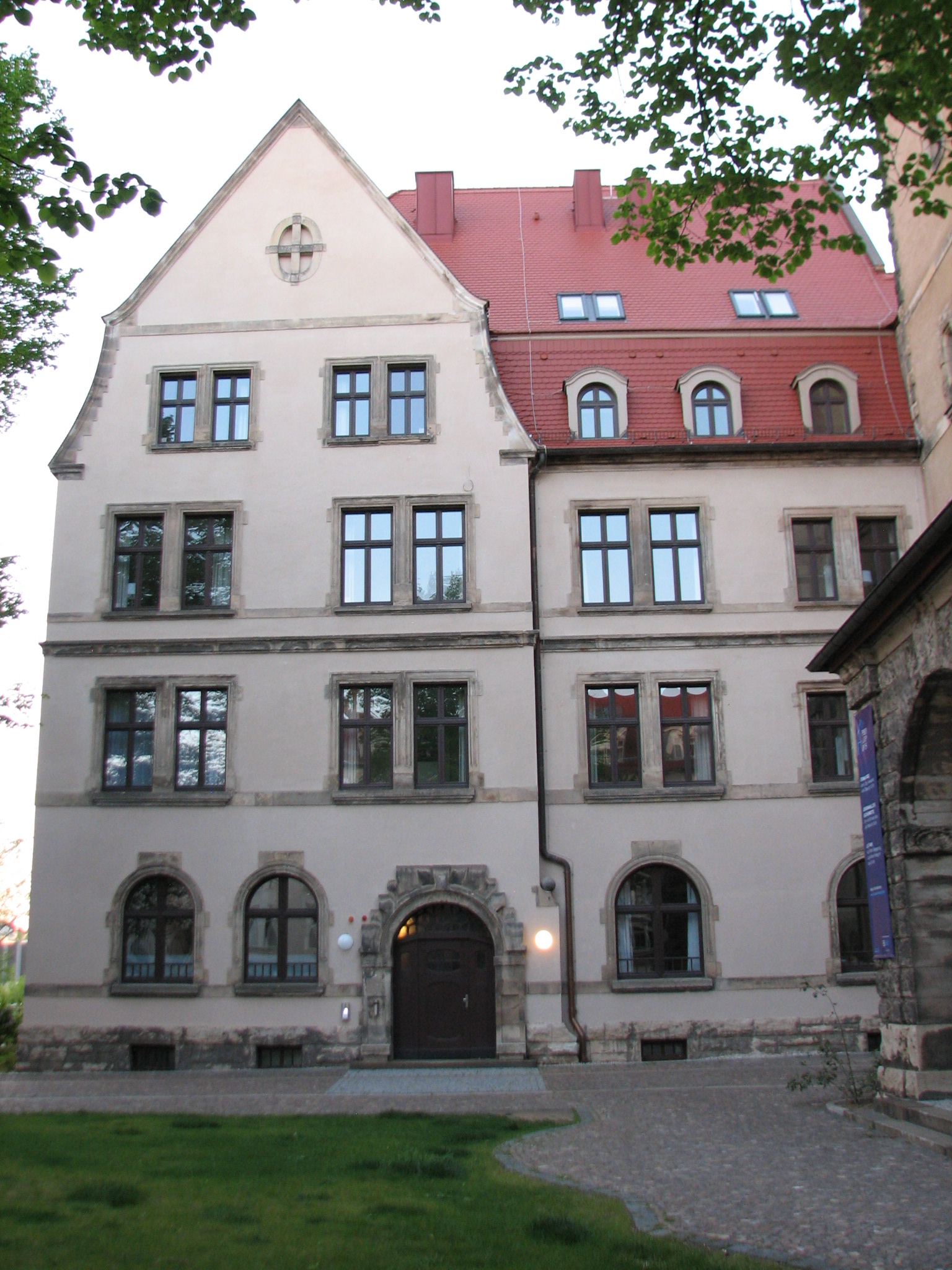
Philippus-Inklusionshotel Leipzig im April 2019

Im Jahr 2012 erwarb das Berufsbildungswerk Leipzig Gebäude und Grund des auch Philippusensemble genannten Areals, um einen Hotelbetrieb mit hohem Anteil an Beschäftigten mit Behinderungen einzurichten.
Grundlage dafür war eine in Leipzig geborene Idee sowohl der Umnutzung des Pfarrhauses als auch der Weiternutzung der nicht entwidmeten Kirche – ein bis dahin zumindest in der Evangelisch-Lutherischen Kirche Sachsens einzigartiges Vorhaben. Sie wurde im Frühjahr 2010 einem Gremium mit dem damaligen Bischof Jochen Bohl an der Spitze unterbreitet und befürwortet. Im Frühjahr 2019 wurde aus der Idee sichtbare Wirklichkeit:

„Heute ist Philippus ein Ort der Hoffnung. Gegen den absehbaren Trend, gegen alle Wahrscheinlichkeit ist neues Leben in alten Mauern entstanden. Die Anstrengungen waren beträchtlich, Widerstände zu überwinden, Zaudern, Vorurteile … Jetzt ist ein Treffpunkt im Quartier entstanden, Integrationshotel, Arbeitsplatz für Menschen mit einer Behinderung, die wiederbelebte Kirche offen, ein spiritueller Ort, an dem die Zukunft Gottes aufscheint.
Die Verheißung Jesu an Philippus und Nathanael war: „Ihr werdet den Himmel offen sehen.“ Der Himmel ist offen, wie die Zukunft Gottes es ist. Und ja, auch gegen den Augenschein des Irdischen: Wer Jesus vertraut, wird frei, sich einzulassen auf das Unwahrscheinliche. Glauben kann das Unmögliche bewirken. Davon wird die Geschichte der Kirche Christi seit 2000 Jahren bestimmt und die Welt darüber verändert. Unsere Hoffnung ist begründet, dass an diesem Ort Menschen sich auf den Apostel Philippus einlassen, kommen und sehen, was es heißt Christus zu vertrauen. Lernen, sich den Blick nicht verstellen zu lassen von der Macht des Faktischen, nicht ihren Erwartungen und Vorurteilen zu folgen, sondern den Blick zu richten auf die Zukunft Gottes, der uns zur Hoffnung berufen hat. So kann dieser Ort, der den Namen des Philippus trägt, zu dem werden, was der Apostel für Nathanael war: ein Ermöglicher. Hier können Menschen zu Christus finden, dem Licht der Welt. Darauf hoffen wir an diesem Tag, das möchte der Herr bewirken.“

Ziel war und ist, unter dem Dach von Philippus-Leipzig Beherbergung (Inklusionshotel), Bewirtung (Catering und Biergarten) und Botschaft (Begegnungsraum Kirche) langfristig wirtschaftlich zu vereinen.
Anfang 2014 lagen die Bau- und Kostenplanungen vor, jedoch war das ursprüngliche Ziel der Fertigstellung im November 2016 nicht realistisch. Nach der Baugenehmigung im Sommer 2016 fanden Ausschreibungen für die Gewerke statt. Dabei ging es dem beauftragten Architektenbüro Domke aus Markkleeberg sowohl um die Herausforderungen eines modernen Inklusionshotels als auch um die Beachtung denkmalpflegerischer Besonderheiten. Im einstigen Pfarrhaus nahm im Mai 2018 das Inklusionshotel den Betrieb auf, mit 29 Zimmern auf Drei-Sterne-Niveau, Frühstücksräumen, Küche und Tagungsbereich auch für Gäste mit Beeinträchtigungen barrierefrei gestaltet.

### Finanzielle Förderungen
Leipzigs Oberbürgermeister Burkhard Jung stellte im Oktober 2016 eine bedeutende finanzielle Förderung seitens der Stadt Leipzig in Aussicht. Ziel sei die finanzielle Förderung für die vom Berufsbildungswerk Leipzig geplante energetische und bauliche Sanierung des Kirchenbaus und der Nebenräume, die rund 1 Million Euro kosten und zwischen April 2017 und September 2018 realisiert werden solle. Die Finanzierung solle aus Mitteln des Europäischen Fonds für regionale Entwicklung (EFRE) erfolgen (80 Prozent der Fördersumme) sowie des Bund-Länder-Programms Stadtumbau Ost (10 Prozent) und der Stadt Leipzig (10 Prozent).
Die Leipziger Volkszeitung berichtete am 10. April 2017, dass der Bund die Sanierungsarbeiten mit 200.000 Euro aus dem Denkmalschutz-Sonderprogramm VI fördern werde. Dafür hatte sich damals Leipzigs Bundestagsabgeordneter Thomas Feist (CDU) eingesetzt.
Im Mai 2018 informierte die Stadtverwaltung, dass Leipzig die weitere Umgestaltung der Philippuskirche mit 426.000 Euro fördern würde. Das Geld stammte aus Ausgleichsbeträgen des Sanierungsgebiets Leipzig-Plagwitz und sollte bis Anfang 2019 für Arbeiten im Sanitärbereich und in Nebenräumen der Kirche verwendet werden. Die Gesamtkosten betrugen rund 508.000 Euro. Im ersten Bau-Abschnitt wurden im Vorjahr laut Stadt rund 1,1 Millionen Euro aus dem Europäischen Regionalfonds in den Umbau investiert.
Ende Juni 2018 überbrachte das Ortskuratorium Leipzig der Deutschen Stiftung Denkmalschutz (DSD) einen symbolischen Fördervertrag über 20.000 Euro dank zahlreicher zweckgebundener Spenden für die Restaurierung des Kronleuchters der Philippuskirche.
Die Kirche ist zusammen mit Pfarrhaus und Gemeindesaal im Jahr 2012 von der Evangelisch-Lutherischen Landeskirche Sachsens in das Eigentum des Berufsbildungswerkes Leipzig übergegangen. Das Ensemble steht unter Denkmalschutz. In den vergangenen zwei Jahren war das Pfarrhaus saniert und zum Hotel garni umgebaut worden – es ist Leipzigs erstes Integrationshotel. Die Kosten von rund 4,5 Millionen Euro wurden von der Aktion Mensch mitfinanziert.

### Veranstaltungsreihen
Seit 2014 wird das Gotteshaus auch wegen seiner beeindruckenden Akustik regelmäßig als Ort für Musik unterschiedlicher Stile genutzt.
Mit der Benefizkonzert-Reihe Konzerte am Kanal konnten auch Spenden für die Restaurierung der originalen Jehmlich-Orgel gesammelt werden. Zusätzlich zu christlichen und spirituellen Veranstaltungen lädt die Philippuskirche zu Lesungen und weiteren Konzerten ein.

### Radio-Gottesdienst
Am 1. Juni 2020 sendete MDR Kultur als Direktübertragung den Gottesdienst aus der Philippuskirche Leipzig.

## Geschichte
Die Gemeinde der späteren Philippuskirche entstand 1904 aus der Teilung der zur nahe gelegenen Nathanaelkirche gehörenden Kirchgemeinde Lindenau, die zuvor einen sehr starken Anstieg ihrer Mitglieder erlebt hatte. Die Namensgebung orientiert sich an der in Joh 1,46  berichteten Begegnung des Apostels Philippus mit Nathanael.
Nach langwierigen Diskussionen um den Entwurf von Architekt Alfred Müller, in denen schließlich der Kunsthistoriker Cornelius Gurlitt und der Theologe Julius Smend befürwortende Stellungnahmen abgaben, folgten am 2. September 1907 der erste Spatenstich und zwei Monate später die Grundsteinlegung. Doch die kirchlichen Behörden forderten, ein solcher Entwurf nach dem Wiesbadener Programm dürfe sich nicht wiederholen. Das Pfarrhaus war ein Jahr später bezugsfertig, und das Richtfest für Kirche und Gemeindesaal wurde gefeiert. Am 16. Oktober 1910 weihte Thomaspfarrer Hermann Ferdinand von Criegern die Kirche ein.
Ende der 1990er Jahre gab es für die Philippusgemeinde einschneidende Veränderungen: Aufgrund der innerkirchlichen Strukturreform vereinte sie sich 1999 mit der Heilandskirchgemeinde zur Kirchgemeinde Lindenau-Plagwitz, und die gesamte Kirchgemeinde-Arbeit ist seit 2002 in der Heilandskirche in Plagwitz zuhause.
Nach der Sanierung von Turm und Dach in den 1990er Jahren wurde die Sanierung der Außenfassade im Jahr 2004 abgeschlossen. Jahrelange Planungen führten ab August 2016 zum Umbau des Pfarrhauses. Am 3. Mai 2017, dem Gedenktag des Philippus, wurde Richtfest gefeiert. Das Projekt kostete fast 4,5 Millionen Euro, der Großteil der Summe kam vom Berufsbildungswerk Leipzig. Drei namhafte Gastronomen und Hoteliers aus Leipzig übernahmen die Patenschaft. Nach erfolgreichem Abschluss der Sanierungs- und Umbaumaßnahmen eröffnete das Integrationshotel am 3. Mai 2018.
Als letzter Bauabschnitt blieben die Innensanierung und Restaurierung der Kirche. Von 2017 bis 2019 wurden mit Fördermitteln aus verschiedenen Quellen das Bauwerk abgedichtet sowie Heizung, Elektrik und Sanitäranlagen erneuert. Der Kirchenraum des Gotteshauses soll seinen sichtbaren historischen Charme behalten. Auch während der Baumaßnahmen wurden Andachten und Konzerte durchgeführt. Am 3. Mai 2019 erfolgte die Wiedereinweihung der Kirche mit einem Festgottesdienst mit Altbischof Jochen Bohl, in dessen Amtszeit neun Jahre zuvor die Weichen für das Wiedererwachen von Philippus gestellt worden waren.

## Architektur
Die Kirche ist geprägt vom im Jahr 1891 entwickelten Wiesbadener Programm. Dessen wesentliche Punkte sind die Einheit der feiernden Gemeinde, die Gleichwertigkeit von Kanzel und Altar sowie die Umrahmung des Abendmahlsgeschehens von Gemeinderaum auf der einen und Orgel- und Sängerbühne auf der anderen Seite. Ziel war die Begegnung von Gemeinde und Geistlichkeit auf Augenhöhe. Als Prototyp dieser Idee gilt die zwischen 1892 und 1894 gebaute Ringkirche in Wiesbaden, deren gestalterisches Prinzip in den folgenden Jahrzehnten in ganz Deutschland Nachahmungen fand.
Der Entwurf der Philippuskirche wich in zahlreichen Punkten von den Regelungen des bis dahin angewandten Eisenacher Regulativs ab. So ist die Kirche nicht nach Osten gerichtet, sondern der Altar blickt in Richtung Südosten. Auch fehlt dem Gebäude-Ensemble die Orientierung an den Himmelsrichtungen, und Pfarrhaus, Gemeindesaal und Kirche sind direkt miteinander verbunden.

## Innenarchitektur

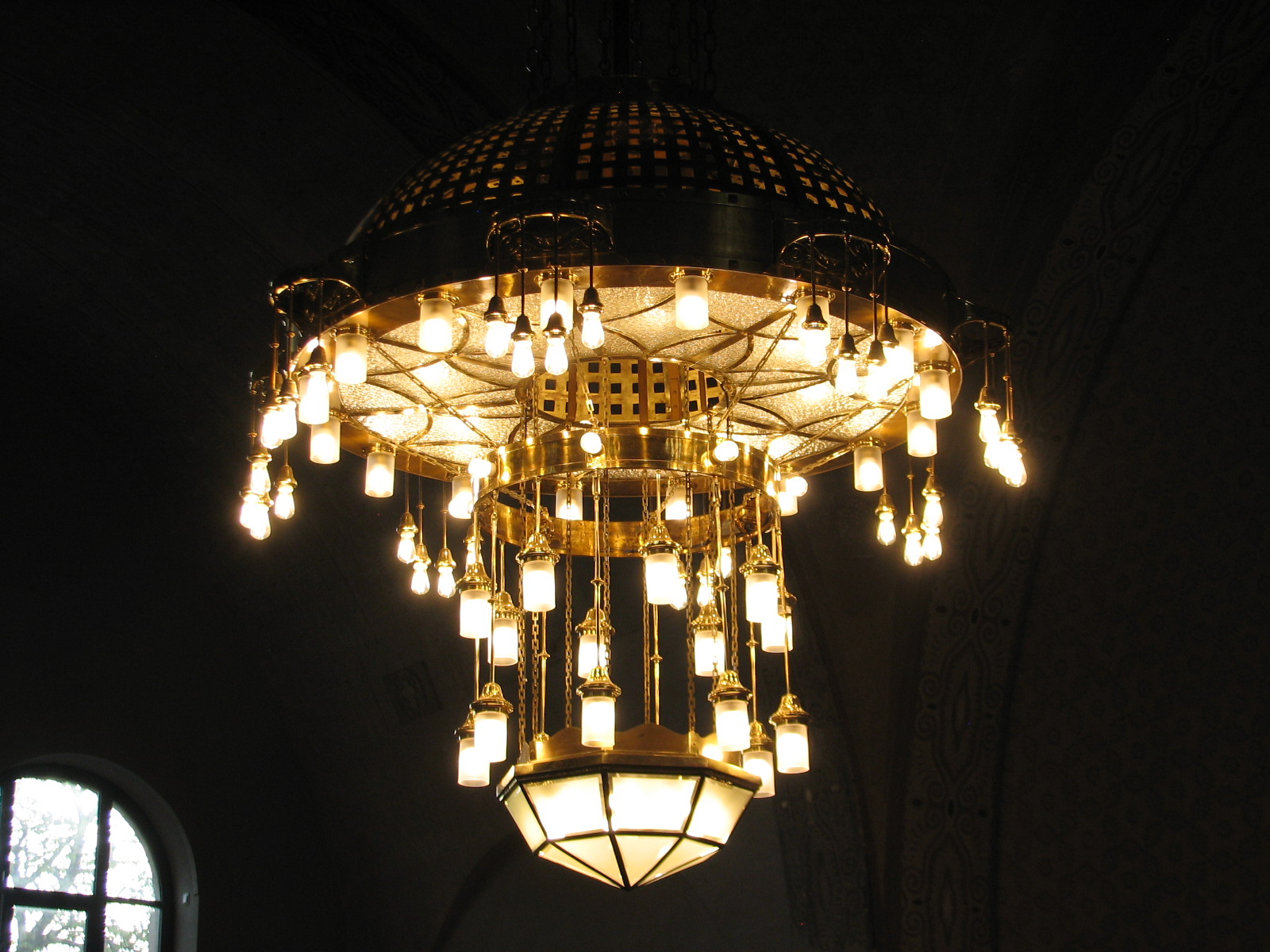
Der originale, restaurierte Jugendstil-Kronleuchter (Ausschnitt)

Im Innenraum zeigen sich die Ideale des Wiesbadener Programms: Der Raum ist auf den Altar ausgerichtet, der von den konzentrischen Stuhlbögen und dem Ensemble der Sänger- und Orgelempore umschlossen ist. Im Obergeschoss umringen die Emporen den Raum zu drei Vierteln und bündeln die Aufmerksamkeit auf das Geschehen am Altar.
Die Besucher betreten den Raum auf Augenhöhe mit dem Altar. Der Boden fällt in dessen Richtung leicht ab, so dass auch aus den hinteren Reihen ein guter Blick zu Altar und Predigtpult möglich ist. Der Innenraum ist reich mit dezenten Ornamenten geschmückt, die vor allem in Details an Leuchten und Beschlägen zur Geltung kommen.
An der Mittelkuppel der Saaldecke hängt der 2018 denkmalschutzgerecht restaurierte originale Kronleuchter, ein für diesen Kirchensaal geschaffenes Unikat. Der 2,67 Meter hohe und 2,60 Meter breite Leuchter mit einem Gewicht von fast 500 Kilogramm besteht aus Messing mit Glaseinsätzen. Der obere Teil des Leuchters ist als durchbrochene Halbkugel gestaltet, von der Glühbirnen-Kränze herabhängen. Seine untere Spitze ist als Laterne mit geschliffenen Gläsern geformt.
Im Juli 2018 wurde der Leuchter demontiert, die an Stahlketten hängende Konstruktion zu Boden gelassen, auseinandergebaut und in die Werkstatt der Firma Weidauer Metallrestaurierung nach Meerane gebracht, wo die Messingteile saniert, die Elektrik modernisiert und die Aufhängung tragfähig für die kommenden 100 Jahre gemacht wurden. Im Dezember 2018 kehrte der Kronleuchter an seinen Platz zurück. Die Restaurierung wurde mit Förderung des Denkmalschutzes, der Deutschen Stiftung Denkmalschutz und Spenden möglich.
Die Kirche hat seit der Wiedereröffnung am 3. Mai 2019 insgesamt 692 Sitzplätze (436 im Erdgeschoss plus 256 auf den drei Emporen). Das original erhaltene Gestühl von 1910 aus Eichenholz besteht aus großzügig bemessenen Einzel-Klappsesseln.

## Orgel

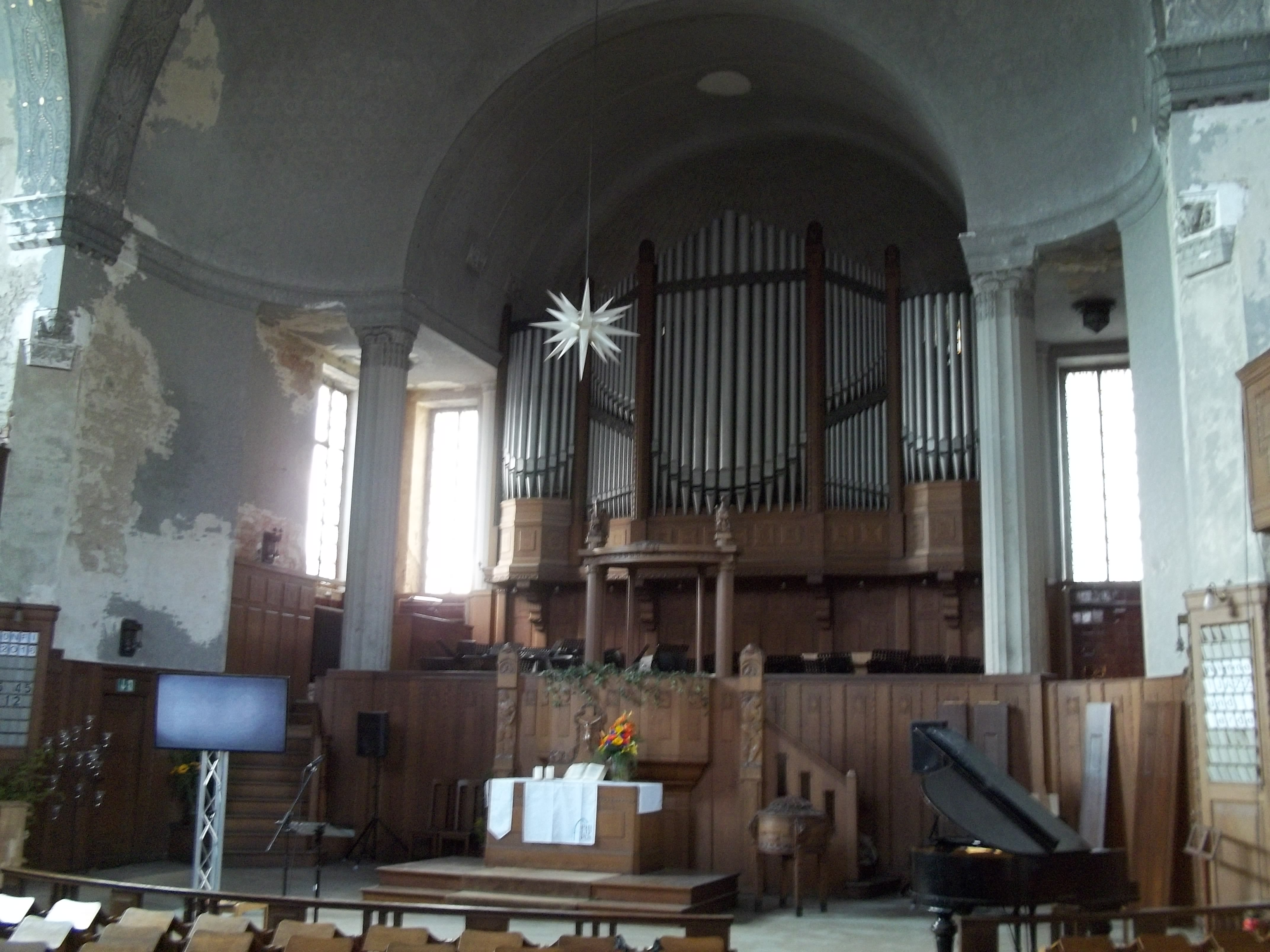
Altar, Kanzel und Orgel (vor der Restaurierung)

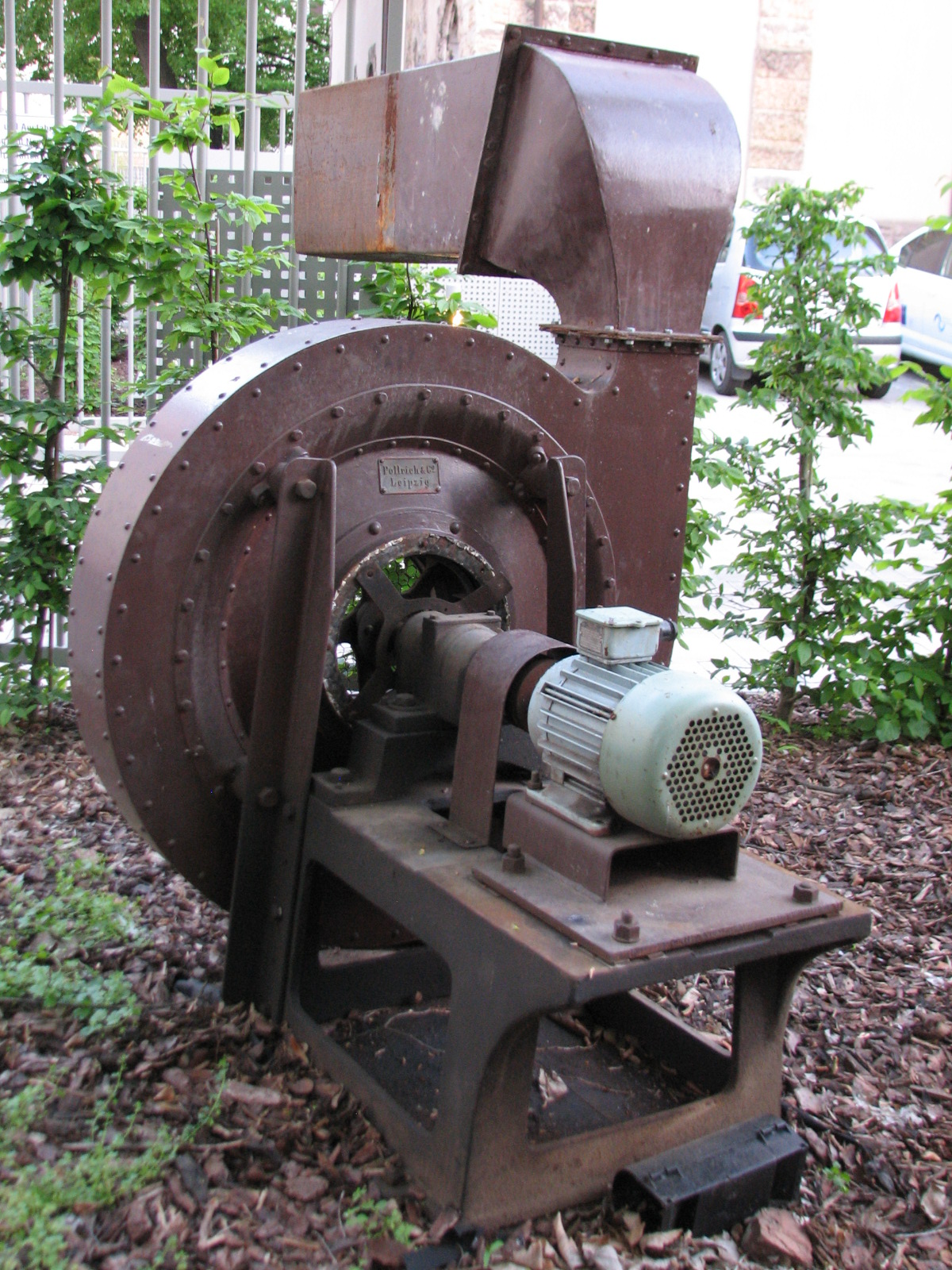
Ausgedientes Windwerk (gefertigt von Pollrich & Co. Leipzig) der Jehmlich-Orgel als Technik-Denkmal auf dem Philippusgelände. Der grüne, vom Sachsenwerk Dresden gebaute Elektromotor wurde wohl 1956 eingebaut

Mit der Orgelweihe als Abschluss der Orgel-Restaurierung und als Auftakt ihrer Wiedernutzung wurde am 1. Mai 2021 das letzte große Projekt der Philippus-Restaurierung und -Erneuerung abgeschlossen: Im coronabedingt spärlich besetzten Kirchenraum spielte Universitätsorganist Daniel Beilschmidt erstmals öffentlich die musikhistorisch originalgetreu sanierte Jehmlich-Orgel aus dem Jahr 1910.
Die Orgelrestaurierung kostete mehr als 220.000 Euro, davon waren rund 55.000 Euro Spenden sowie Eigenmittel der BBW-Leipzig-Gruppe. Den Großteil der Kosten steuerte das Landesamt für Denkmalpflege bei.
Geschichte
Am 16. Oktober 1910 fand das Konzert zur Orgeleinweihung statt. Am Spieltisch saß Paul Friedrich Ernst Gerhardt (1867–1946), Organist und Musikdirektor von Zwickau, nach dessen Vorgaben die Orgel geschaffen wurde und der als Sachverständiger den Bau der Orgel mitbetreut sowie das Instrument abgenommen hatte. Orgel und Kirche bilden eine der Romantik verpflichtete architektonische Einheit.
Erbaut wurde die Orgel von Jehmlich Orgelbau Dresden. Das Instrument mit Jugendstil-Fassade gehörte zum Zeitpunkt der Einweihung mit 63 Registern, drei Manualen und Pedal zu einem der klangstärksten und vielseitigsten Instrumenten der Region. Neu war damals die Möglichkeit, bis zu 30 frei wählbare Registrierungen zu speichern und auf Knopfdruck abzurufen.
Zuletzt war das Instrument zwar technisch spielbar, jedoch nicht mehr beziehungsweise noch nicht wieder zur musikalischen Nutzung geeignet. Während der Prospekt sich in einem guten Zustand befand, erforderte das Innenwerk eine grundlegende Restaurierung und Reinigung. Der Großteil der Ledermembranen war von Versprödung betroffen und bedurfte einer Erneuerung. Aufgrund kleinerer Schäden an der Traktur waren einige Pfeifen nicht mehr spielbar.
Am Heiligen Abend 2013 erklang einmalig die Orgel nach einer Reinigung des Spieltischs und ließ die reichen Klangmöglichkeiten erahnen, die eine umfassende Restaurierung versprach. Geschätzt wurde, dass 90 Prozent der Register original erhalten waren. Nach Aussagen von Fachleuten war die Orgel in generell gutem Zustand und von hohem Denkmalwert.
Die Orgel-Restaurierung war dem Orgelrestaurator Stefan Pilz anvertraut worden. Dieser starb am 19. November 2018 bei einem Verkehrsunfall. Ab Anfang 2020 war die Orgelbaufirma Frank Peiter aus Lengefeld im Erzgebirge mit der Restaurierung beauftragt. Ziel war die Wiederherstellung des Zustandes von 1910, inklusive der damals vacat gebliebenen Register. Die Fertigstellung erfolgte zum Mai 2021.
Die Jehmlich-Orgel verfügt über 53 klingende Register (zudem 2 Transmissionen und 4 Extensionen, 4 Register sind nicht ausgeführt), die auf pneumatisch traktierter Kegellade in folgender Disposition stehen:
| I Manual C–a3    |       |
| Principal        | 16′   |
| Bordun           | 16′   |
| Principal        | 8′    |
| Bordun (Ext.)    | 8′    |
| Gemshorn         | 8′    |
| Flute harmonique | 8′    |
| Gambe            | 8′    |
| Salicional       | 8′    |
| Octave           | 4′    |
| Rohrflöte        | 4′    |
| Dolce (vacat)    | 4′    |
| Rauschquinte II  | 2 ⁄3′ |
| Cornett III–IV   |       |
| Mixtur III–V     |       |
| Trompete         | 8′    |
| Clarine (Ext.)   | 4′    |

| II Manual C–a3  |        |
| Bordun          | 16′    |
| Principal       | 8′     |
| Rohrflöte       | 8′     |
| Schwebe-Flöte I | 8′     |
| Konzertflöte    | 8′     |
| Viola           | 8′     |
| Dolce (vacat)   | 8′     |
| Principal       | 4′     |
| Gemshorn        | 4′     |
| Fernflöte       | 4′     |
| Nassat          | 2 ⁄3′  |
| Piccolo         | 2′     |
| Terz            | 1 3⁄5′ |
| Septime         | 1 ⁄7′  |
| Progressio IV   |        |
| Oboe            | 8′     |

| III Manual C–a3          |       |
| Gedackt                  | 16′   |
| Geigenprincipal          | 8′    |
| Lieblich Gedackt         | 8′    |
| Quintatön                | 8′    |
| Zartflöte                | 8′    |
| Spitzflöte               | 8′    |
| Violine                  | 8′    |
| Aeoline                  | 8′    |
| Vox coelestis I          | 8′    |
| Traversflöte             | 4′    |
| Fugara                   | 4′    |
| Viola d’amore            | 4′    |
| Rohrquinte               | 2 ⁄3′ |
| Flautino                 | 2′    |
| Siffflöte (vacat)        | 1′    |
| Harmonia aetheria III–IV |       |
| Trompette harmonique     | 8′    |
| Clarinette               | 8′    |

| Pedal C–f1            |         |
| PrincipalBass         | 16′     |
| Untersatz (Ext.)      | 32′     |
| Subbass               | 16′     |
| Gedacktbass (aus III) | 16′     |
| Violon                | 16′     |
| Harmonikabass         | 16′     |
| Gedacktbass (aus III) | 8′      |
| Bassflöte             | 8′      |
| Violoncello           | 8′      |
| Principalflöte        | 4′      |
| Posaune               | 16′     |
| Basstrompete (Ext.)   | 8′      |
| Bassquinte (vacat)    | 10 2⁄3′ |

- Koppeln:
  - Normalkoppeln: II/I, III/I, III/II, I/P, II/P
  - Suboktavkoppel: II/II, III/II
  - Superoktavkoppel: I/I, II/II, III/II

## Glocken
Das Geläut besteht aus vier Glocken aus Gussstahl mit den Tönen h0 +/-0, d1 −3, e1 −6 und g1 +4, gegossen im Jahr 1909 vom Bochumer Verein.
1909 fand die Glockenweihe statt – das Geläut war das erste aus Gussstahl in Leipzig und ist heute Leipzigs einziges erhaltenes Gussstahl-Glockengeläut aus der Zeit der Jahrhundertwende und damit das älteste dieser Art in Leipzig.
Im Glockenstuhl sind vier Klangstahl-Glocken mit Durchmessern zwischen 1,17 und 1,77 Meter zuhause. Sie tragen folgende Inschriften:
- „Wachet, steht im Glauben, seid männlich und seid stark.“ (1. Kor 16,3)
- „O Land, Land, Land, höre des Herren Wort.“ (Jer 22,29)
- „Jauchzet Gott alle Lande.“ (Ps 66,1)
- „Bittet, so wird euch gegeben.“ (Mt 7,7)

## Turm-Uhr
Je ein Zifferblatt zeigt in alle vier Himmelsrichtungen die aktuelle Zeit, die das mechanische, im Original erhaltene und funktionstüchtige Uhrwerk übermittelt. Die Turm-Uhr verfügt über eine Innenbeleuchtung.

## Bilder

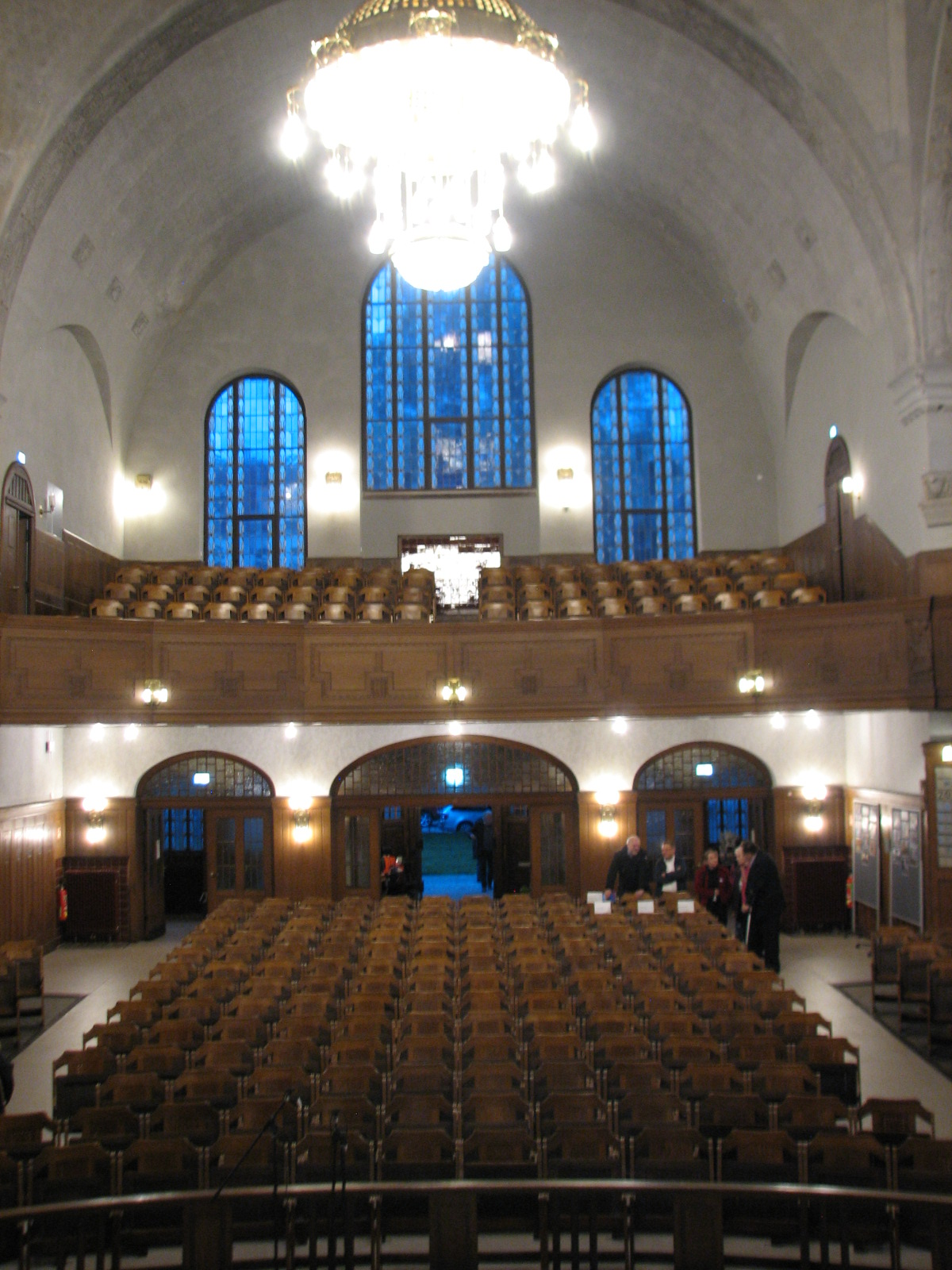
Blick von der Kanzel nach Ende der Wiedereröffnung der Kirche
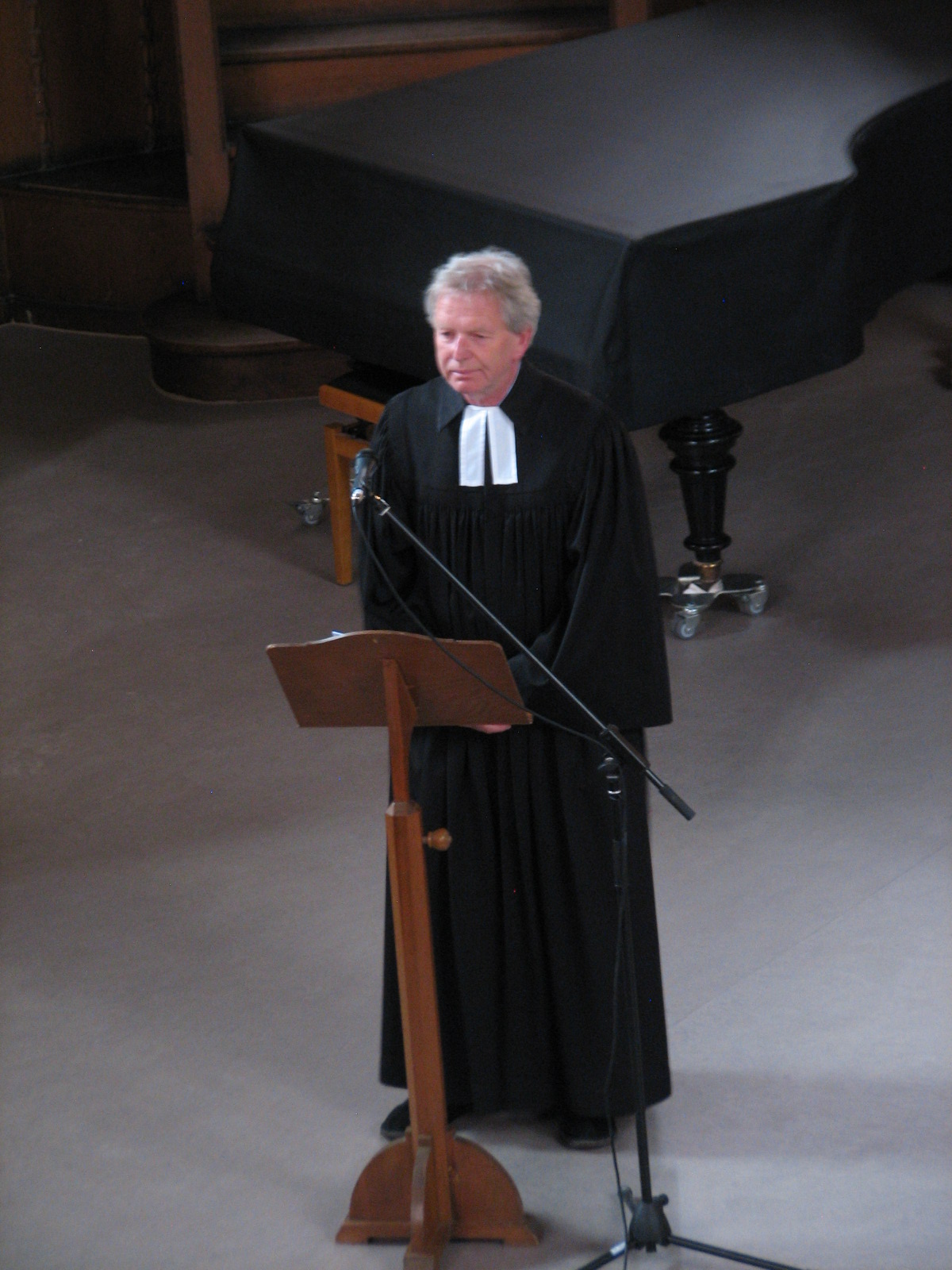
Altbischof Jochen Bohl, Philippus-Wiedereröffnung am 3. Mai 2019
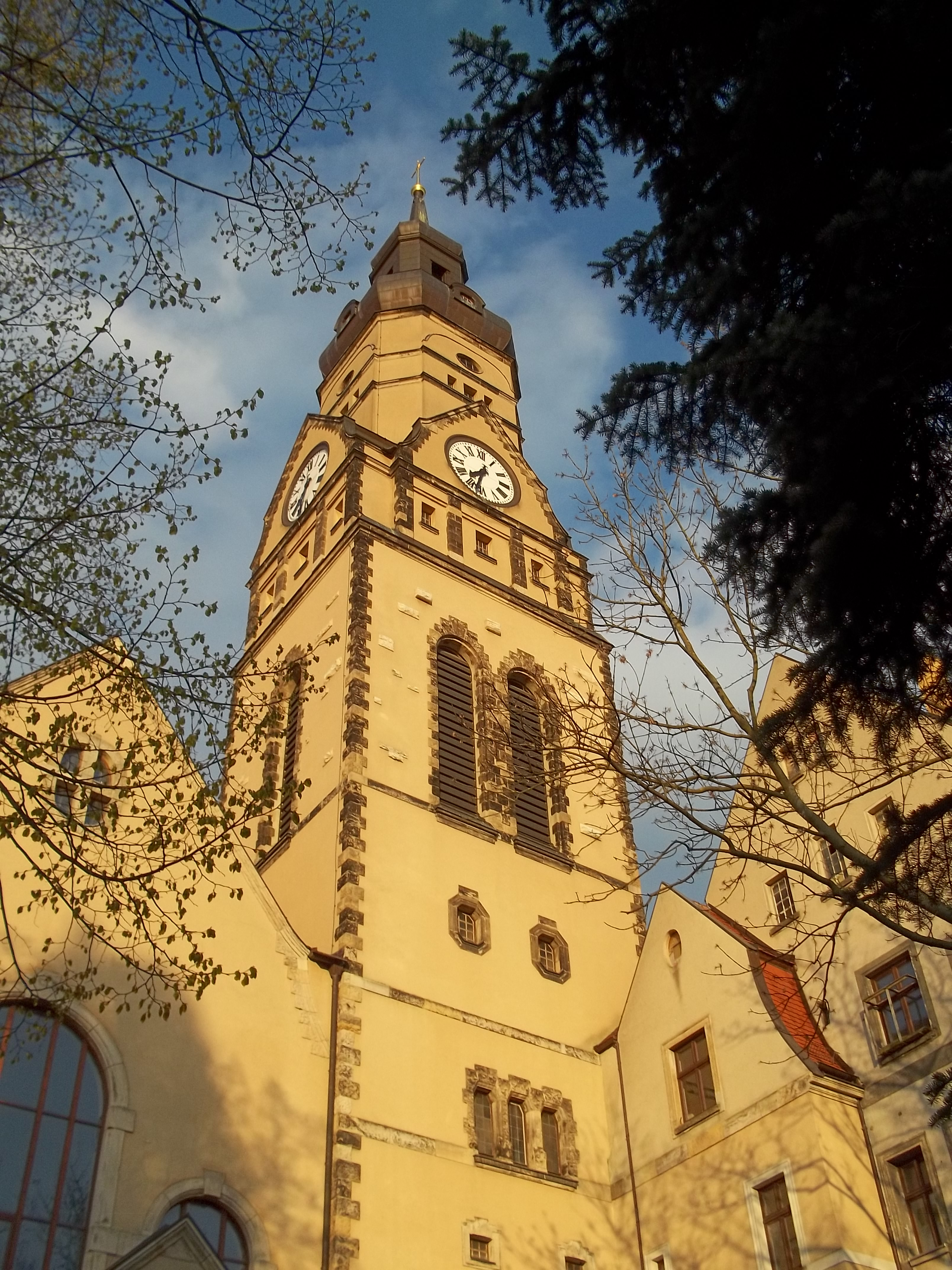
Blick zum 62 Meter hohen Kirchturm
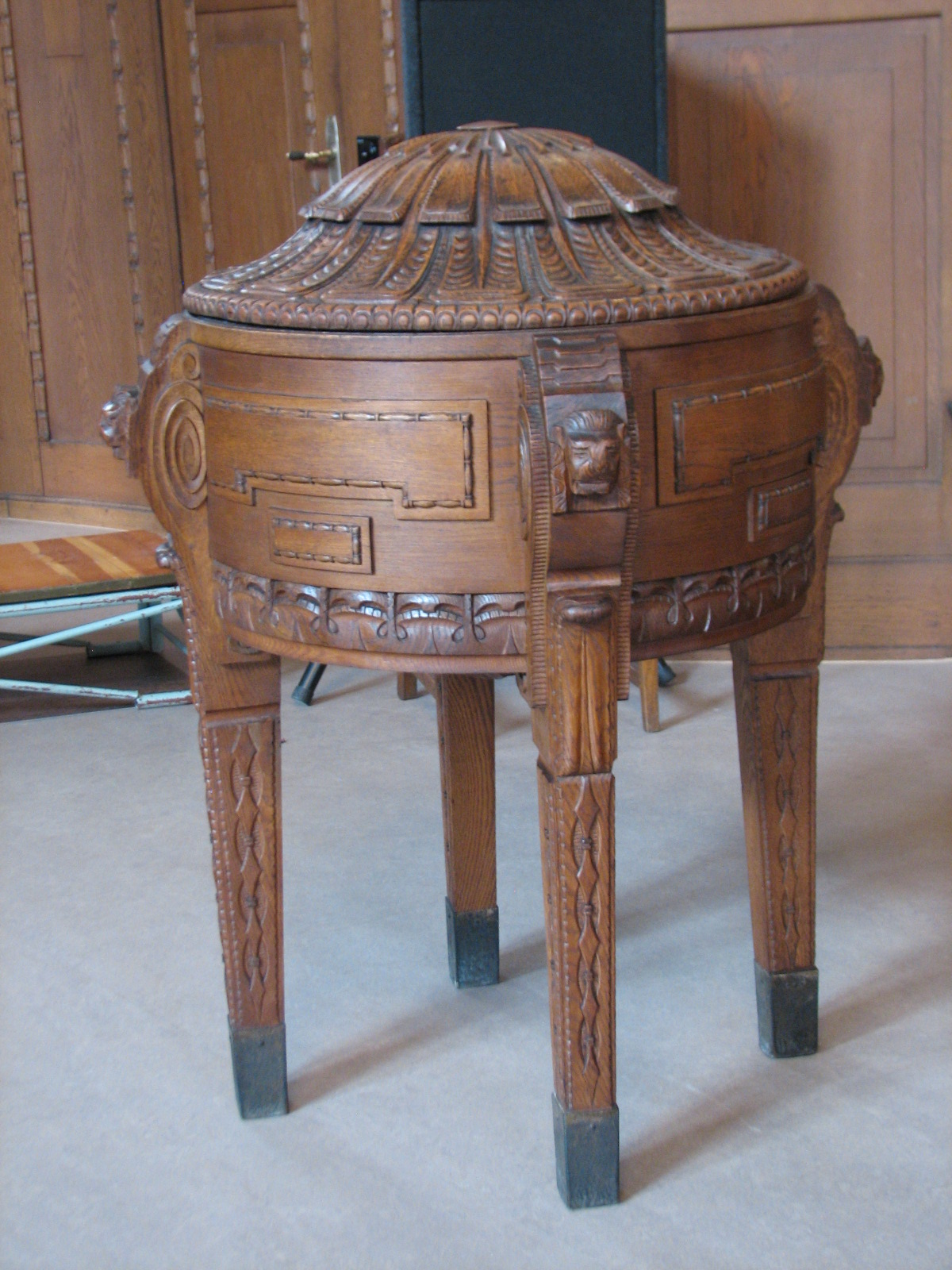
Das Taufbecken von 1910
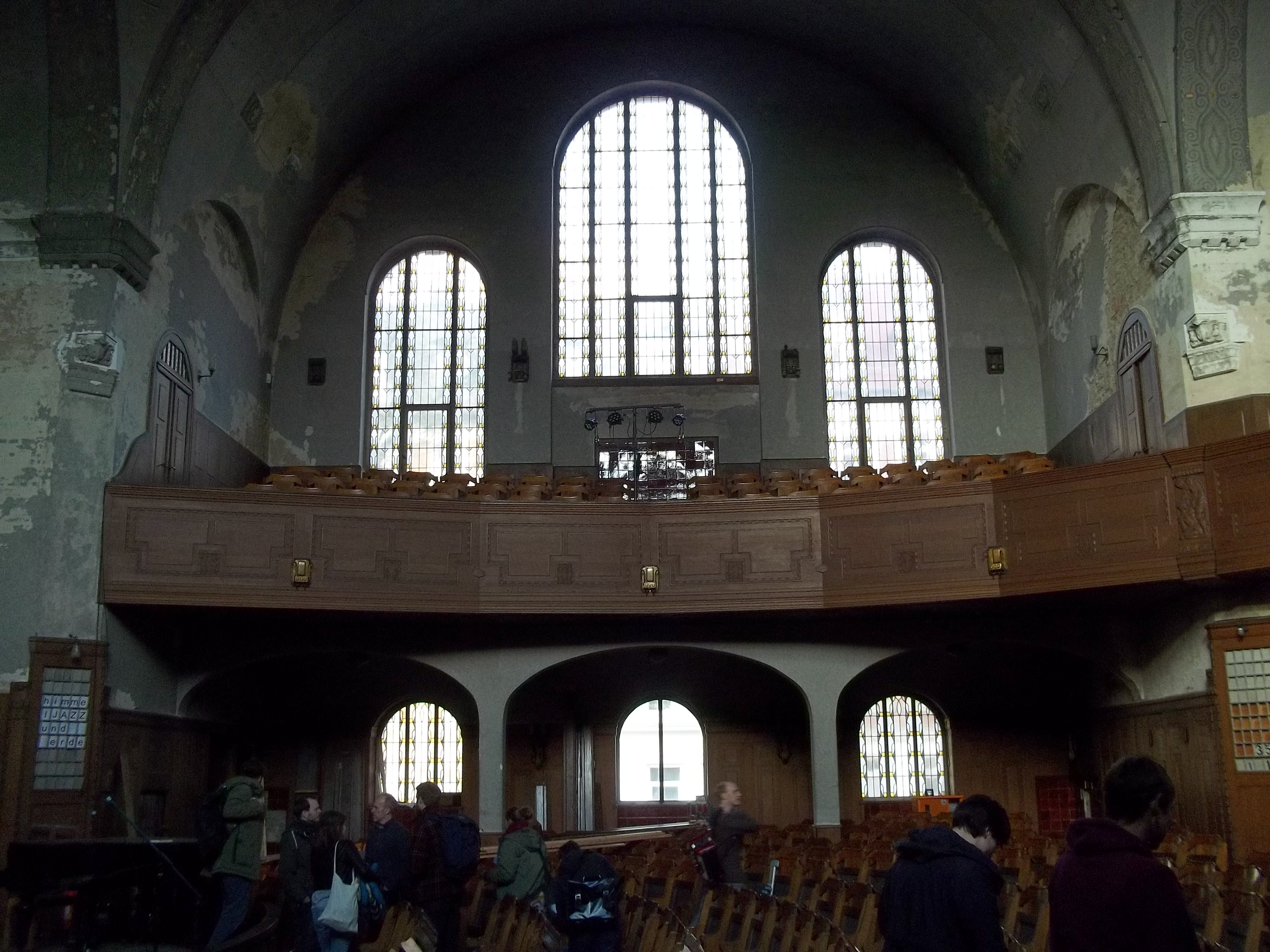
Empore links vom Altar (vor der Restaurierung)
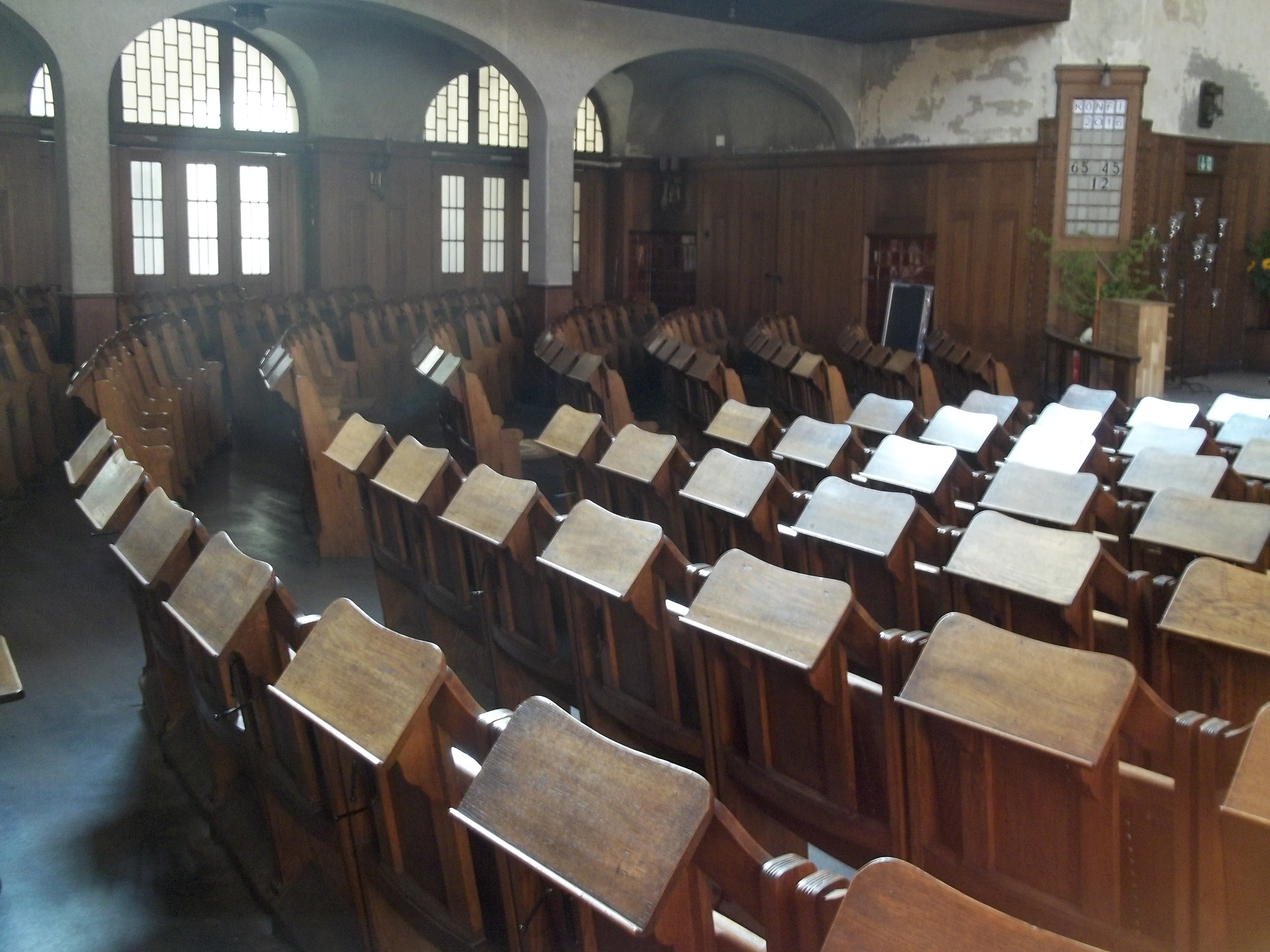
Konzentrisch angeordnet: Eichenholz-Klappsitze von 1910
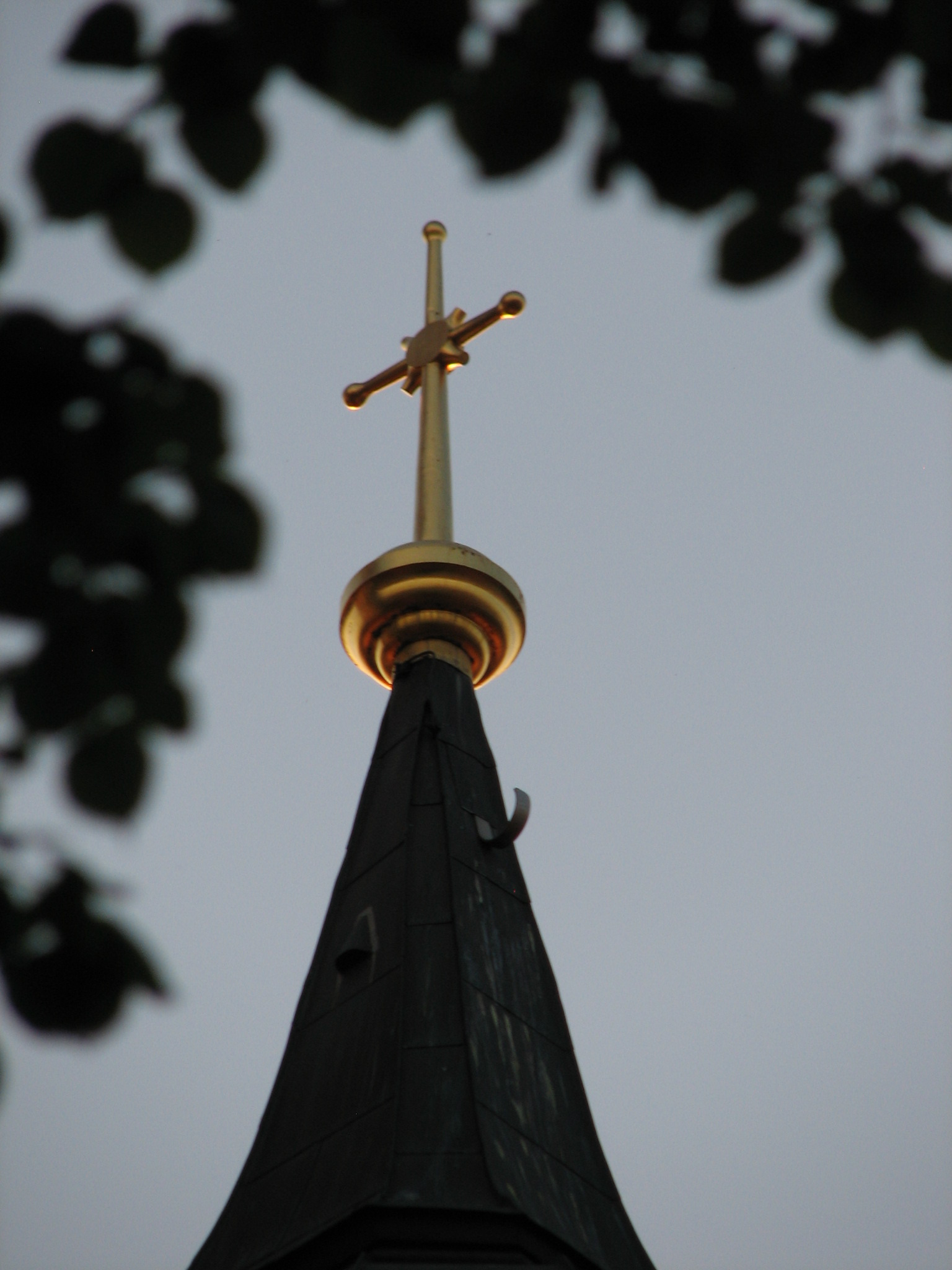
Dachkreuz
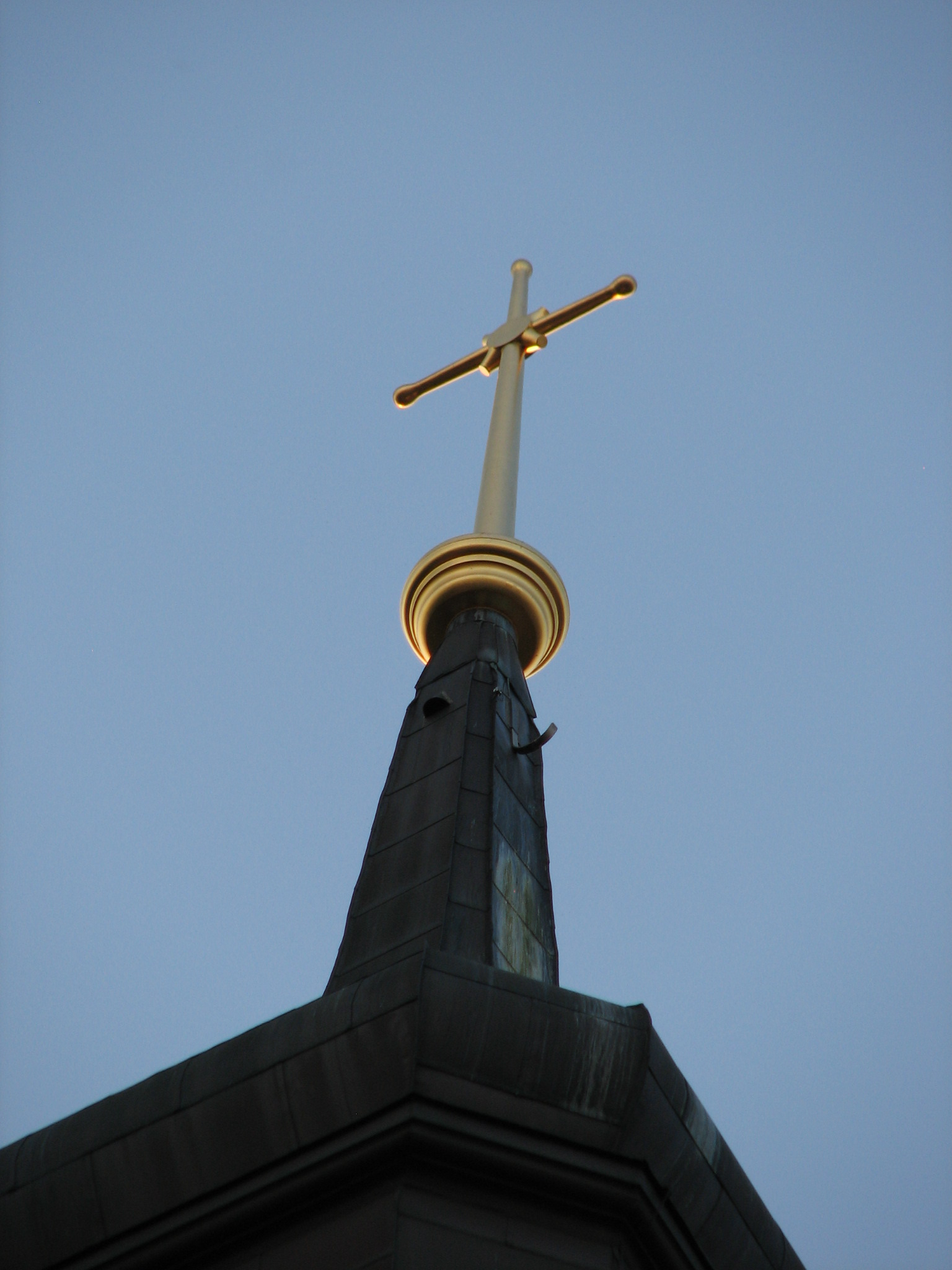
Turmkreuz

## Geistliche der einstigen Kirchgemeinde
Die Internetseite pfarrerbuch.de listet für die Kirche die 1. Stellen (Pfarrer), die 2. Stellen (Diakone) und die 3. Stellen (2. Diakone) auf.
1. Pfarrer
- 1915: Robert *Kurt Gräf
- 1915: Franz Walther Herrich
- 1919: Karl Friedrich Heinrich Christian Gandert
- 1927: Christlieb Friedrich Hermann *Gerhard Häusler
- 1936–1947: *Gottfried Oskar Detlef Buchwald
- 1937:  … Kirchner
- 1957: *Lothar Ernst Herrmann Haupt
- 1976: Lothar Grieger
- 1984: Michael Walther[35]

## Varia
- Die ersten Konzerte zur Wiedereröffnung Anfang Mai 2019 mit ausverkaufter Kirche präsentierten Martin Kohlstedt mit dem Gewandhauschor sowie der Liedermacher Gerhard Schöne mit dem GewandhausKinderchor.
- Zur festlichen Wiedereröffnung wurde die Biersorte Philippus-Bräu im Brauhaus Hartmannsdorf gebraut und in 0,33-Liter-Flaschen angeboten.
- Ende Juni 2019 nutzte die Anton-Philipp-Reclam-Schule Leipzig, ein Gymnasium, die Philippuskirche als Ort der feierlichen Übergabe der Abiturzeugnisse.
- Der Kirchensaal kann auch als Veranstaltungsort gemietet werden.

### Selbstpublikationen
- Ein Denkmal mit nationaler Bedeutung. pdf, Druckseiten 26 und 27 im Magazin WIR in Leipzig (Ausgabe 2020), doppelseitiger Beitrag über die Wiedereröffnung im Mai 2019, abgerufen am 18. Januar 2021
- Philippus: Inklusionshotel – Feiern & Tagen – Catering. pdf, 2019
- Programm Wiedereröffnung der Philippuskirche (3. Mai 2019). Mit Grußwort von Oberbürgermeister Burkhard Jung. Leipzig 2019.
- Spickzettel für unsere Gastgeber. Heft für Führungen durch die Kirche mit Informationen zu den Besonderheiten der Philippuskirche. Leipzig etwa 2014

„Philippusreihe“
Die Philippusreihe gibt es als Druckausgabe und online als pdf:
- Band 1 – Planungsgutachten. 2013
- Band 2 – Philippus-Workshop und Tag der Architektur. 2013
- Band 3 – Grundkonzept. 2014
- Band 4 – Orgel und Kirchenraum. 2014
- Band 5 – Die Geschichte von Philippus. 2015
- Band 6 – Neue Nutzung und frischer Wind. 2016
- Band 7 – Zwischen Bau und Praxis. Abschlussheft, 3. Mai 2019. Format A4 mit 52 Seiten, Leipzig 2019
- Band 8 – Der Orgel hinter die Pfeifen geschaut – Restaurierung der Jehmlich-Orgel in Philippus Leipzig. Format A4 mit 32 Seiten, Leipzig 2022

### Buchbeitrag
- Christiane Domke, Harald Baumann: Aurelienstraße 54 – Vom Pfarrhaus zum Hotel. In: Annekatrin Merrem: Denkmalschutz und Denkmalpflege Leipzig – Beispiele aus der Praxis. In: Stadt Leipzig, Amt für Bauordnung und Denkmalpflege, Abteilung Denkmalpflege (Hrsg.): Ausgabe 2018. Gehrig, Merseburg 2018, S. 22.

### Zeitungs- und Zeitschriftenbeiträge
- Jennifer Stracke: Nur einer strahlt über allem – Fertiggestellt: Der Jugendstil-Leuchter in der Leipziger Philippuskirche. In: Deutsche Stiftung Denkmalschutz (Hrsg.): Monumente – Magazin für Denkmalkultur in Deutschland. Band 4/2019. Deutsche Stiftung Denkmalschutz, Bonn, August 2019, ISSN 0941-7125, S. 28–29.
- Hotel mit Herzblut (Mit Porträts von Wolfgang Menz und Marlene Schweiger). In: Berufsbildungswerk Leipzig für Hör- und Sprachgeschädigte (Hrsg.): Wir in Leipzig. Magazin 2019. Selbstverlag, Leipzig 2019, S. 26–29.
- Jens Rometsch: Frisch sanierte Philippuskirche wird am 3. Mai mit Altbischof Bohl eröffnet. Leipziger Volkszeitung, Online-Portal, 17. April 2019. Abgerufen am 22. April 2019.
- Jens Rometsch: Leipzigs erstes Integrationshotel öffnet im Januar 2018. Online-Beitrag der Leipziger Volkszeitung, abgerufen am 5. Mai 2017
- Jens Rometsch: Start für Umbau der Philippuskirche in Leipzig-Lindenau zum Integrationshotel. Leipziger Volkszeitung, Lokalteil Leipzig, 10. August 2016, S. 15.